# Espargo
Espargo is een plaats (freguesia) in de Portugese gemeente Santa Maria da Feira en telt 1 309 inwoners (2001).